# Cessair
Segons la mitologia irlandesa, Cessair (també pronunciat Cesair i Ceasair; anglicitzat Kesair) fou, segons el Lebor Gabála Érenn, la líder dels primers habitants d'Irlanda abans del diluvi universal. La història és un intent de cristinització d'una llegenda anterior a la conversió, però també podria ser un producte pseudohistòric posterior a la conversió.

## Descripció
Era filla de Bith, fill de Noè, i de la seva esposa Birren. Segons la llegenda, quan Noè li va negar un lloc en l'arca al seu pare, Cessair li aconsellà construir un ídol. Aquest ídol els aconsellà que podrien escapar del diluvi en un vaixell. Cessair, amb tres homes, Bith, Fintan i Ladra, i cinquanta dones, van partir i navegaren durant més de set anys. Arribaren a Irlanda a Dún na mBarc (Donemark, a la badia de Bantry, en el comtat de Cork), quaranta dies després del diluvi, en l'Any del Món 2242 segons els Annals dels quatre mestres, o el 2361 aC segons la cronologia de Seathrún Céitinn.
Els tres hoems van compartir entre ells les dones com a esposes. Cessair i setze més anaren amb Fintan, disset, inclosa Barann, anaren amb Bith i setze, inclosa Balba, amb Ladra, però Ladra va morir i les seves esposes foren repartides entre Fintan i Bith. Quan Bith va morir Fintan es va quedar totes les dones i va fugir. Sis dies abans del diluvi Cessair va morir amb el cor trencat a Cuil Ceasrach a Connacht. Es diu que va ser enterrada al cim de Cnoc Meadha, sis milles al sud-oest de Tuam, al comtat de Galway (Lynch, 2006).
La resta del poble de Cessair van ser exterminats en el diluvi, amb l'excepció de Fintan, que es va convertir en un salmó. Després d'una sèrie de transformacions animals es va tornar a convertir en home i va explicar la història del seu poble.
Una variant de la llegenda, aparentment continguda al Llibre de Druimm Snechta, diu que fou Banba qui arribà a Irlanda amb tres homes i cinquanta dones, 240 anys abans del Diluvi (2490 aC per la seva cronologia). Els eu poble va viura a Irlanda durant 40 anys i va morir de pesta. En l'esquema habitual Banba és nomenada entre els Tuatha Dé Danann, que arribaren a Irlanda més tard.
Seathrún Céitinn també parla d'una llegenda de tres pescadors d'Espanya, Capa, Laigne i Luasad, que arribaren a Irlanda després d'una turmenta un any abans del Diluvi. Els va agradar, així que van portar les seves esposes, tornaren poc abans del Diluvi i es van ofegar..
Cessair també és el nom de la filla del rei de la Gàl·lia que es casà amb el Gran rei d'Irlanda Úgaine Mor en els segles V-VI aC.